# ルサ3世
ルサ3世（Rusa III）は、ウラルトゥ王国末期の王。推定在位期間：紀元前605年 - 595年。エリメナの息子。

## 来歴
ルサ3世をはじめとするウラルトゥ王国末期については、史料の発見がきわめて限られており、なおも不明な点が多い。このことはウラルトゥをめぐる国際環境の変化が影響していると思われる。ウラルトゥの長年の宿敵であり、紀元前7世紀以降は属国として協力するようになったアッシリア帝国は、紀元前609年に新バビロニアとメディア王国の連合軍によって滅ぼされた。新バビロニア王ナボポラッサルは紀元前609年から607年にかけてウラルトゥを攻撃しており、ウラルトゥはスキタイに加えこの二つの新興国への対処を迫られた。
ルサ3世については、その事績を記した碑文数点が発見されており、実在が確認できる。父の名はエリメナである。碑文の内容は、トゥシュパ（現在のヴァン）、エレブニ（現在のエレバン）、テイシュバニ（カルミル・ブルール遺跡）などの諸都市に穀物倉庫を作ったというものである。外交的には、おそらくメディア王国の属国となっていたものと思われる。息子のルサ4世が跡を継いだ。

## 文献
- Арутюнян Н. В. Биайнили (Урарту), Издательство Академии наук Армянской ССР, Ереван, 1970
- Арутюнян Н. В. Некоторые вопросы последнего периода истории Урарту // Древний Восток, Издательство АН Армянской ССР, Ереван, № 2, 1976
- Дьяконов И. М. Последние годы Урартского государства по ассиро-вавилонским источникам // Вестник Древней Истории № 2, 1951
- Robert Rollinger: The Median Empire, the End of Urartu and Cyrus the Great Campaigne 547 v. Chr. in Nabonaid Chronicle II 16 in: Proceedings of the 1st International Conference on Ancient Cultural Relations between Iran and West-Asia, Teheran 2004

## 注
1. ↑  アルトゥニヤン（Арутюнян）による推定。あるアッシリア史料に登場する「ルサ」を、ルサ2世ではなくこのルサ3世とみなして、ルサ3世をサルドゥリ3世よりも前の時代におく説もあり、その場合在位年代はこれよりもずっと以前になる。「来歴」の部分での記述はアルトゥニヤンの推定に基づくもの。
2. ↑  Rollinger 2004, p. 5-6.